# 霊山飯舘インターチェンジ
霊山飯舘インターチェンジ（りょうぜんいいたてインターチェンジ）は、福島県伊達市霊山町石田にある東北中央自動車道（相馬福島道路）のインターチェンジである。桑折JCT方面出入口のみのハーフICである。

## 歴史
- 2018年（平成30年）
  - 2月2日 : IC名称が「阿武隈IC（仮称）」から「霊山飯舘IC」に正式決定[1]。
  - 3月10日 : 相馬玉野IC - 霊山IC間開通に伴い、供用開始[1]。

## 接続する道路
- 国道115号（中村街道）

## 料金所
- 無料区間のため設置されていない。

## 周辺
- 霊山こどもの村
- 霊山

## 隣
E13 東北中央自動車道（相馬福島道路）
(2) 相馬玉野IC - (3) 霊山飯舘IC - (4) 霊山IC
当ICは霊山IC方面のハーフインターチェンジのため、相馬玉野IC方面への利用は不可。